# Хонер-консерватория
Хонер-консерватория (нем. Hohner-Konservatorium) — специализированное германское музыкальное учебное заведение по профессиональной подготовке аккордеонистов, расположенное в городе Троссинген. Работает под патронатом базирующейся в этом же городе фирмы-производителя аккордеонов Hohner, а также администрации города и округа Тутлинген. Основана в 1934 году как Троссингенская школа гармоники (нем. Trossinger Harmonika-Fachschule).
В программу учебных занятий, помимо основного инструмента, входят курсы фортепиано и дирижирования, аранжировки и оркестровки, истории музыки, музыкального анализа, музыкальной педагогики и т. д. При консерватории действует оркестр и джаз-банд.